# Hudson Soft
Hudson Soft  fue una desarrolladora y distribuidora japonesa de videojuegos fundada en mayo de 1973.
Aunque empezó en 1975 vendiendo productos relacionados con el mercado de las computadoras, no fue hasta 1984, cuando Hudson comenzó a producir videojuegos para la Famicom de Nintendo, obteniendo gran éxito. El primer título de Hudson para la consola de Nintendo fue Lode Runner, vendiendo 1.2 millones de unidades. Sin embargo, éste no fue su verdadero juego estrella. Fue la saga Bomberman la que se convertiría en una auténtica mina de oro para la empresa, apareciendo para todas las plataformas que existían. Este era el tipo de juegos de acción rápida que la empresa sabía hacer.
Hudson realizó una alianza comercial con NEC para desarrollar la consola PC Engine (Japón) / TurboGrafx 16 (Norteamérica). La PC Engine tuvo bastante éxito en Japón, segunda solo detrás de la Famicom de Nintendo, pero la consola no consiguió hacerse con una cuota de mercado significativa (debido a un mal diseño estético) en los Estados Unidos y en Europa, y como resultado muy pocos juegos fueron traducidos (ninguno fue traducido para el mercado PAL Europeo). Además, los cartuchos Americanos eran incompatibles con las máquinas Japonesas/Europeas (las PAL Europeas eran las mismas que las consolas japonesas, solo modificando el conector de corriente por conectores Scart).
Después de un largo historial produciendo juegos para las consolas de Nintendo, Hudson se unió con Nintendo y fundaron otra empresa conjunta, Manegi Corporation en mayo de 1998. Entre otros fue la desarrolladora de Mario Party.
En 2003, el número de empleados de la empresa era de más de 400. Recientemente relazaron algunos de sus primeros hits para la Nintendo GameCube en Japón en el cual iban incluidos Adventure Island, Star Soldier y Lode Runner. La presencia de la empresa en Norteamérica cesó hace varios años, pero debido a su continuidad en el mercado, los juegos son lanzados en el continente por otros distribuidores (como Ubisoft).
En abril de 2005, tras una grave crisis, Hudson Soft se convirtió en subsidiaria de Konami cuando esta última adquirió el 53.99% de la empresa.
El 23 de marzo de 2006, a la conferencia GDC (Game Developer Conference) en California, el presidente de Nintendo, Satoru Iwata, anunció que ofrecerá retrocompatibilidad con la TurboGrafx 16 en la virtual console en su videoconsola de nueva generación, Wii.
El 1 de marzo de 2012, Hudson Soft cerró sus puertas para fusionarse con Konami. Konami posee los activos de Hudson y desde entonces ha vuelto a publicar su catálogo de videojuegos en diferentes ocasiones.

## Lista de juegos de Hudson Soft
- Pooyan
- The Adventures of Dino Riki (NES)
- Adventure Island Series
- Binary Land
- Bloody Roar serie
- Bomber Friends  videojuego
- Bonk serie
- Bubble Buster (ZX Spectrum)
- Calling (Wii)
- Cannon Ball (ZX Spectrum; MSX)
- Challenger (NES)
- Dream Mix TV: World Fighters (NGC)
- Driller Tanks (ZX Spectrum)
- Earth Light
- Elemental Gimmick Gear
- Faxanadu (NES)
- Felix the Cat (NES; GB)
- Flight Game (codename) (Wii)
- Frog Shooter (ZX Spectrum)
- Game Boy Wars (Japan Only)
- Gang man (MSX)
- Itasundorious (ZX Spectrum)
- Inspector Gadget (SNES)
- Lode Runner (NES)
- Mario Party series
- Sonic Shuffle
- Mickey Mouse: Fushigi no Kuni no Daibouken (NES/Famicom)
- Milon's Secret Castle (NES)
- Momotarō series (consisten en juegos de rol y de tablero)
- Nectaris & Neo Nectaris (also Military Madness)
- Neo Bomberman (Neo-Geo)
- Ninja Five-O (también Ninja Cop)
- Nuts and Milk (NES, MSX)
- Oops! Party Prank (Wii)
- Princess Tomato in the Salad Kingdom (NES)
- Rollerball (NES)
- Star Soldier series
- Stop the Express (ZX Spectrum, MSX)
- Super Mario Bros. Special (PC 8801 and X1)
- Tengai Makyou (also known as Far East of Eden)
- Vegetable Crash (ZX Spectrum)
- Vertical Force (Virtual Boy)
- Xexyz (NES)
- Sudoku - The Puzzle Game Collection (3DS)

### Saga Mario Party
- Mario Party (N64)
- Mario Party 2 (N64)
- Mario Party 3 (N64)
- Mario Party 4 (NGC)
- Mario Party 5 (NGC)
- Mario Party 6 (NGC)
- Mario Party 7 (NGC)
- Mario Party Advance (GBA)
- Mario Party 8 (Wii)
- Mario Party DS (NDS)

Nota: Después de Mario Party DS, Hudson se fusionó con Konami y a partir de Mario Party 9, las siguientes entregas serían realizadas por NDcube.